# Schreckhorn
Schreckhorn är ett berg i kommunen Grindelwald i kantonen Bern i Schweiz. Det är beläget i Bernalperna, cirka 65 kilometer sydost om huvudstaden Bern. Toppen på Schreckhorn är 4 078 meter över havet. Berget bestegs för första gången år 1861. Det är Europas nordligaste topp som sträcker sig över 4 000 meter över havet.